# Marvin Jones (Musiker)
Marvin Jones (* 9. November 1960; † 12. März 2022) war ein US-amerikanischer Jazzmusiker (Schlagzeug), der in der Jazzszene von Kansas City aktiv war.

## Leben und Wirken
Marvin Jones stammte aus einer Musikerfamilie; sein Vater Warren Jones war in den 1970er-Jahren Schlagzeuger der Jazzband The Scamps aus Kansas City und gab jede Woche Gigs in den historischen Clubs 18th and Vine and dem Plaza. Jones lernte im Alter von 12 Jahren zunächst das Trompetespielen und erhielt Unterricht am ehemaligen Charlie Parker Institute in Kansas City. In den nächsten Jahren brachte er sich selbst das Gitarre-, Kontrabass-, Klavier- und Schlagzeugspielen bei – das Schlagzeug wurde schließlich zu seinem Hauptinstrument. Jones, dessen ausgeprägte Fähigkeit es war, das Spiel der Musiker, die mit ihm arbeiten, vorauszuahnen, spielte u. a. mit dem Duo Bettye Miller und Milt Abel. Ab den 1990er-Jahren war Jones an Aufnahmen von Charles Earland (Whip Appeal (1992), u. a. mit Johnny Coles, Houston Person), Everette Devan (East of the Sun, 1996) und Lisa Henry beteiligt. Er starb 2022 an den Folgen eines Hirntumors.